# Idiospermum australiense
Idiospermum australiense là một loài thực vật có hoa trong họ Calycanthaceae. Loài này được (Diels) S.T.Blake miêu tả khoa học đầu tiên năm 1972.